# Bothrops lojanus
Bothrops lojanus là một loài rắn trong họ Rắn lục. Loài này được Parker mô tả khoa học đầu tiên năm 1930.